# Marian Stala
Marian Stala (ur. 13 września 1952 w Tarnobrzegu) – polski krytyk i historyk literatury, profesor nauk humanistycznych, nauczyciel akademicki Uniwersytetu Jagiellońskiego. 

## Życiorys
W 1995 na podstawie dorobku naukowego oraz rozprawy pt. Pejzaż człowieka uzyskał na Wydziale Filologicznym UJ stopień doktora habilitowanego nauk humanistycznych w zakresie literaturoznawstwa, specjalność: historia literatury polskiej.  
Objął stanowisko profesora nadzwyczajnego na Wydziale Polonistyki Uniwersytetu Jagiellońskiego. W 2002 otrzymał tytuł naukowy profesora nauk humanistycznych.
Został stałym współpracownikiem „Tygodnika Powszechnego”, gdzie publikował felietony w cyklu Wyznania człowieka apolitycznego. Jest laureatem nagrody Fundacji Kościelskich (1991) i nagrody im. Kazimierza Wyki (1998).  W listopadzie 2013 r. otrzymał Nagrodę Krakowska Książka Miesiąca za Blisko wiersza. 30 interpretacji (Wydawnictwo Znak, Kraków 2013). W latach 2006–2008 był jurorem Literackiej Nagrody Nike.
Został członkiem Centralnej Komisji do Spraw Stopni i Tytułów na kadencję 2017–2020.
Odznaczony Złotym Krzyżem Zasługi (1998).

## Publikacje
- Metafora w liryce Młodej Polski, Warszawa 1988. ISBN 83-01-08013-2
- Chwile pewności, Kraków 1991. ISBN 83-7006-103-6
- Pejzaż człowieka, Kraków 1994. ISBN 83-85845-10-0
- Druga strona – notatki o poezji współczesnej, Kraków 1997. ISBN 83-7006-649-6
- Trzy nieskończoności: o poezji Adama Mickiewicza, Bolesława Leśmiana i Czesława Miłosza, Kraków 2001. ISBN 83-08-03170-6
- Przeszukiwanie czasu, Kraków 2004. ISBN 83-08-03658-9
- Niepojęte: Jest, Wrocław 2011. ISBN 978-83-62006-15-1
- Jarosław, Donald i inne chłopaki. Felietony z „Tygodnika Powszechnego” Kraków 2012. ISBN 97883-242-1729-8
- Blisko wiersza. 30 interpretacji, Kraków 2013. ISBN 978-83-240-2069-0